# Archipiélago Bismarck
El archipiélago de Bismarck (en alemán: Bismarck-Archipel, pronunciado /bɪz.mɑɹk ˌaʁçiˈpeːl/) es un grupo de islas volcánicas del océano Pacífico situadas al noreste de la isla de Nueva Guinea, llamadas así en honor al canciller alemán Otto von Bismarck. Administrativamente, todas las islas pertenecen a Papúa Nueva Guinea.

## Historia
Los primeros habitantes del archipiélago llegaron alrededor de 33 000 años atrás, de Nueva Guinea, ya sea por botes a través del mar de Bismarck o a través de un puente de tierra temporal, creado por una elevación en la corteza de la Tierra.
La isla de Nueva Irlanda contiene la cueva de Matenbek con secuencias de evidencias de radiocarbono de aproximadamente 20 mil años a.p. La cueva de Panakiwuk contiene evidencias de muestras con fecha radiocarbono de unos 15 mil años a.p. Por su parte, la cueva de Matenkupkum contiene muestras que figuran entre las más antiguas de la región de Australasia con aproximadamente 33 mil años a.p. Otro de los sitios más antiguos se encuentra en la cueva de Buang Merabak, con evidencias de fauna cambiante desde hace unos 20.000 años a.p. Estas fechas proveen evidencias de los ascendientes de la cultura Lapita.
El primer europeo que visitó las islas fue el explorador neerlandés Willem Schouten en 1616. Las islas permanecieron independientes hasta que se adjuntaron como parte del protectorado alemán de la Nueva Guinea Alemana en 1884. El área fue nombrada en honor del canciller Otto von Bismarck.
El 13 de marzo de 1888, un volcán hizo erupción en la isla de Ritter causando un megatsunami. Casi el 100 % del volcán cayó en el océano dejando un cráter pequeño.
Tras el estallido de la Primera Guerra Mundial, la Fuerza Expedicionaria Naval y Militar Australiana se apoderó de las islas en 1914. Quedaron bajo administración de Australia —sólo interrumpida por la ocupación japonesa durante la Segunda Guerra Mundial— hasta que Papúa Nueva Guinea se independizó en 1975.

## Geografía
El archipiélago de Bismarck incluye en su mayoría islas volcánicas con una superficie total de 49 700 km². Las principales islas del archipiélago, agrupadas de acuerdo a la provincia administrativa a la que pertenecen, son las siguientes: 
- en la provincia de Manus (n.º 9 en el mapa adjunto):

- Islas del Almirantazgo, un grupo de 18 islas, entre ellas:

- isla de Manus, la principal isla del grupo;
- isla de Negros
- isla Lou;
- isla Ndrova;
- isla Tong;
- isla Baluan;
- isla Pak;
- islas Purdy;
- isla Rambutyo;
- islas St Andrews;

- Islas Occidentales, con:

- isla Aua;
- islas Ermitaño;
- islas Kaniet;
- islas Ninigo;
- isla Wuvulu;

- en la provincia de Nueva Irlanda (n.º 12)

- Nueva Irlanda o Niu Ailan, la principal isla;
- Nueva Hanover o Lavongai;
- Grupo de San Matías;
- Grupo de Tabar;
- Grupo de Lihir;
- Grupo de Tanga;
- Islas Feni;
- Isla Dyaul;

- en la provincia de Nueva Bretaña del Este (n.º 4):

- Nueva Bretaña, o Niu Briten, la principal isla;
- Islas del Duque de York;

- en la provincia de Nueva Bretaña del Oeste (n.º 18):

- Nueva Bretaña, o Niu Briten, la principal isla
- Islas Vitu;

- en la provincia de Sepik del Este (parte de Nueva Guinea, n.º 5):

- Islas Schouten;

- en la provincia de Madang (parte de Nueva Guinea, n.º 8):

- Long Island;
- isla de la Corona;
- isla Karkar;
- isla Bagabag;
- Manam;

- y en la provincia de Morobe (parte de Nueva Guinea, n.º 11):

- isla Umboi;
- isla Tolokiwa;
- isla Sakar;
- isla de Ritter;
- isla Malai;
- isla de Tuam;

El paso de agua entre las islas de Nueva Bretaña y Nueva Irlanda se llama canal de San Jorge, según el canal de San Jorge en las islas británicas, entre Gales e Irlanda. Además, los estrechos de Dampier y  Vitiaz separan la principal isla Nueva Bretaña, de la isla de Nueva Guinea.